# 小行星列表/35801-35900
| 名稱        | 臨時編號  | 發現日期      | 發現地點 | 發現者                 |
| ----------- | --------- | ------------- | -------- | ---------------------- |
| 小行星35801 | 1999 JB38 | 1999年5月10日 | 索科罗   | 林肯近地小行星研究小组 |
| 小行星35802 | 1999 JF39 | 1999年5月10日 | 索科罗   | 林肯近地小行星研究小组 |
| 小行星35803 | 1999 JT40 | 1999年5月10日 | 索科罗   | 林肯近地小行星研究小组 |
| 小行星35804 | 1999 JK41 | 1999年5月10日 | 索科罗   | 林肯近地小行星研究小组 |
| 小行星35805 | 1999 JP41 | 1999年5月10日 | 索科罗   | 林肯近地小行星研究小组 |
| 小行星35806 | 1999 JB42 | 1999年5月10日 | 索科罗   | 林肯近地小行星研究小组 |
| 小行星35807 | 1999 JS42 | 1999年5月10日 | 索科罗   | 林肯近地小行星研究小组 |
| 小行星35808 | 1999 JA43 | 1999年5月10日 | 索科罗   | 林肯近地小行星研究小组 |
| 小行星35809 | 1999 JY43 | 1999年5月10日 | 索科罗   | 林肯近地小行星研究小组 |
| 小行星35810 | 1999 JB44 | 1999年5月10日 | 索科罗   | 林肯近地小行星研究小组 |
| 小行星35811 | 1999 JS45 | 1999年5月10日 | 索科罗   | 林肯近地小行星研究小组 |
| 小行星35812 | 1999 JD46 | 1999年5月10日 | 索科罗   | 林肯近地小行星研究小组 |
| 小行星35813 | 1999 JM47 | 1999年5月10日 | 索科罗   | 林肯近地小行星研究小组 |
| 小行星35814 | 1999 JK48 | 1999年5月10日 | 索科罗   | 林肯近地小行星研究小组 |
| 小行星35815 | 1999 JO48 | 1999年5月10日 | 索科罗   | 林肯近地小行星研究小组 |
| 小行星35816 | 1999 JU49 | 1999年5月10日 | 索科罗   | 林肯近地小行星研究小组 |
| 小行星35817 | 1999 JV49 | 1999年5月10日 | 索科罗   | 林肯近地小行星研究小组 |
| 小行星35818 | 1999 JC50 | 1999年5月10日 | 索科罗   | 林肯近地小行星研究小组 |
| 小行星35819 | 1999 JG50 | 1999年5月10日 | 索科罗   | 林肯近地小行星研究小组 |
| 小行星35820 | 1999 JM50 | 1999年5月10日 | 索科罗   | 林肯近地小行星研究小组 |
| 小行星35821 | 1999 JW50 | 1999年5月10日 | 索科罗   | 林肯近地小行星研究小组 |
| 小行星35822 | 1999 JD52 | 1999年5月10日 | 索科罗   | 林肯近地小行星研究小组 |
| 小行星35823 | 1999 JQ52 | 1999年5月10日 | 索科罗   | 林肯近地小行星研究小组 |
| 小行星35824 | 1999 JF53 | 1999年5月10日 | 索科罗   | 林肯近地小行星研究小组 |
| 小行星35825 | 1999 JL53 | 1999年5月10日 | 索科罗   | 林肯近地小行星研究小组 |
| 小行星35826 | 1999 JT53 | 1999年5月10日 | 索科罗   | 林肯近地小行星研究小组 |
| 小行星35827 | 1999 JY53 | 1999年5月10日 | 索科罗   | 林肯近地小行星研究小组 |
| 小行星35828 | 1999 JZ53 | 1999年5月10日 | 索科罗   | 林肯近地小行星研究小组 |
| 小行星35829 | 1999 JH54 | 1999年5月10日 | 索科罗   | 林肯近地小行星研究小组 |
| 小行星35830 | 1999 JL54 | 1999年5月10日 | 索科罗   | 林肯近地小行星研究小组 |
| 小行星35831 | 1999 JN55 | 1999年5月10日 | 索科罗   | 林肯近地小行星研究小组 |
| 小行星35832 | 1999 JR56 | 1999年5月10日 | 索科罗   | 林肯近地小行星研究小组 |
| 小行星35833 | 1999 JN57 | 1999年5月10日 | 索科罗   | 林肯近地小行星研究小组 |
| 小行星35834 | 1999 JT57 | 1999年5月10日 | 索科罗   | 林肯近地小行星研究小组 |
| 小行星35835 | 1999 JD58 | 1999年5月10日 | 索科罗   | 林肯近地小行星研究小组 |
| 小行星35836 | 1999 JG58 | 1999年5月10日 | 索科罗   | 林肯近地小行星研究小组 |
| 小行星35837 | 1999 JH58 | 1999年5月10日 | 索科罗   | 林肯近地小行星研究小组 |
| 小行星35838 | 1999 JN58 | 1999年5月10日 | 索科罗   | 林肯近地小行星研究小组 |
| 小行星35839 | 1999 JV58 | 1999年5月10日 | 索科罗   | 林肯近地小行星研究小组 |
| 小行星35840 | 1999 JH59 | 1999年5月10日 | 索科罗   | 林肯近地小行星研究小组 |
| 小行星35841 | 1999 JR59 | 1999年5月10日 | 索科罗   | 林肯近地小行星研究小组 |
| 小行星35842 | 1999 JX59 | 1999年5月10日 | 索科罗   | 林肯近地小行星研究小组 |
| 小行星35843 | 1999 JZ59 | 1999年5月10日 | 索科罗   | 林肯近地小行星研究小组 |
| 小行星35844 | 1999 JD60 | 1999年5月10日 | 索科罗   | 林肯近地小行星研究小组 |
| 小行星35845 | 1999 JM60 | 1999年5月10日 | 索科罗   | 林肯近地小行星研究小组 |
| 小行星35846 | 1999 JO60 | 1999年5月10日 | 索科罗   | 林肯近地小行星研究小组 |
| 小行星35847 | 1999 JJ61 | 1999年5月10日 | 索科罗   | 林肯近地小行星研究小组 |
| 小行星35848 | 1999 JY61 | 1999年5月10日 | 索科罗   | 林肯近地小行星研究小组 |
| 小行星35849 | 1999 JK62 | 1999年5月10日 | 索科罗   | 林肯近地小行星研究小组 |
| 小行星35850 | 1999 JS62 | 1999年5月10日 | 索科罗   | 林肯近地小行星研究小组 |
| 小行星35851 | 1999 JW62 | 1999年5月10日 | 索科罗   | 林肯近地小行星研究小组 |
| 小行星35852 | 1999 JD63 | 1999年5月10日 | 索科罗   | 林肯近地小行星研究小组 |
| 小行星35853 | 1999 JY63 | 1999年5月10日 | 索科罗   | 林肯近地小行星研究小组 |
| 小行星35854 | 1999 JZ63 | 1999年5月10日 | 索科罗   | 林肯近地小行星研究小组 |
| 小行星35855 | 1999 JC64 | 1999年5月10日 | 索科罗   | 林肯近地小行星研究小组 |
| 小行星35856 | 1999 JG64 | 1999年5月10日 | 索科罗   | 林肯近地小行星研究小组 |
| 小行星35857 | 1999 JN64 | 1999年5月10日 | 索科罗   | 林肯近地小行星研究小组 |
| 小行星35858 | 1999 JZ65 | 1999年5月12日 | 索科罗   | 林肯近地小行星研究小组 |
| 小行星35859 | 1999 JN66 | 1999年5月12日 | 索科罗   | 林肯近地小行星研究小组 |
| 小行星35860 | 1999 JO66 | 1999年5月12日 | 索科罗   | 林肯近地小行星研究小组 |
| 小行星35861 | 1999 JT66 | 1999年5月12日 | 索科罗   | 林肯近地小行星研究小组 |
| 小行星35862 | 1999 JO67 | 1999年5月12日 | 索科罗   | 林肯近地小行星研究小组 |
| 小行星35863 | 1999 JX67 | 1999年5月12日 | 索科罗   | 林肯近地小行星研究小组 |
| 小行星35864 | 1999 JG68 | 1999年5月12日 | 索科罗   | 林肯近地小行星研究小组 |
| 小行星35865 | 1999 JL68 | 1999年5月12日 | 索科罗   | 林肯近地小行星研究小组 |
| 小行星35866 | 1999 JM68 | 1999年5月12日 | 索科罗   | 林肯近地小行星研究小组 |
| 小行星35867 | 1999 JO68 | 1999年5月12日 | 索科罗   | 林肯近地小行星研究小组 |
| 小行星35868 | 1999 JP68 | 1999年5月12日 | 索科罗   | 林肯近地小行星研究小组 |
| 小行星35869 | 1999 JR68 | 1999年5月12日 | 索科罗   | 林肯近地小行星研究小组 |
| 小行星35870 | 1999 JQ69 | 1999年5月12日 | 索科罗   | 林肯近地小行星研究小组 |
| 小行星35871 | 1999 JW70 | 1999年5月12日 | 索科罗   | 林肯近地小行星研究小组 |
| 小行星35872 | 1999 JB72 | 1999年5月12日 | 索科罗   | 林肯近地小行星研究小组 |
| 小行星35873 | 1999 JO72 | 1999年5月12日 | 索科罗   | 林肯近地小行星研究小组 |
| 小行星35874 | 1999 JU72 | 1999年5月12日 | 索科罗   | 林肯近地小行星研究小组 |
| 小行星35875 | 1999 JP73 | 1999年5月12日 | 索科罗   | 林肯近地小行星研究小组 |
| 小行星35876 | 1999 JX74 | 1999年5月12日 | 索科罗   | 林肯近地小行星研究小组 |
| 小行星35877 | 1999 JR75 | 1999年5月10日 | 索科罗   | 林肯近地小行星研究小组 |
| 小行星35878 | 1999 JX75 | 1999年5月10日 | 索科罗   | 林肯近地小行星研究小组 |
| 小行星35879 | 1999 JA76 | 1999年5月10日 | 索科罗   | 林肯近地小行星研究小组 |
| 小行星35880 | 1999 JC76 | 1999年5月10日 | 索科罗   | 林肯近地小行星研究小组 |
| 小行星35881 | 1999 JM77 | 1999年5月12日 | 索科罗   | 林肯近地小行星研究小组 |
| 小行星35882 | 1999 JT77 | 1999年5月12日 | 索科罗   | 林肯近地小行星研究小组 |
| 小行星35883 | 1999 JH78 | 1999年5月13日 | 索科罗   | 林肯近地小行星研究小组 |
| 小行星35884 | 1999 JW78 | 1999年5月13日 | 索科罗   | 林肯近地小行星研究小组 |
| 小行星35885 | 1999 JO79 | 1999年5月13日 | 索科罗   | 林肯近地小行星研究小组 |
| 小行星35886 | 1999 JG80 | 1999年5月12日 | 索科罗   | 林肯近地小行星研究小组 |
| 小行星35887 | 1999 JH80 | 1999年5月12日 | 索科罗   | 林肯近地小行星研究小组 |
| 小行星35888 | 1999 JS80 | 1999年5月12日 | 索科罗   | 林肯近地小行星研究小组 |
| 小行星35889 | 1999 JA81 | 1999年5月12日 | 索科罗   | 林肯近地小行星研究小组 |
| 小行星35890 | 1999 JR81 | 1999年5月12日 | 索科罗   | 林肯近地小行星研究小组 |
| 小行星35891 | 1999 JS81 | 1999年5月12日 | 索科罗   | 林肯近地小行星研究小组 |
| 小行星35892 | 1999 JV82 | 1999年5月12日 | 索科罗   | 林肯近地小行星研究小组 |
| 小行星35893 | 1999 JC83 | 1999年5月12日 | 索科罗   | 林肯近地小行星研究小组 |
| 小行星35894 | 1999 JF83 | 1999年5月12日 | 索科罗   | 林肯近地小行星研究小组 |
| 小行星35895 | 1999 JX83 | 1999年5月12日 | 索科罗   | 林肯近地小行星研究小组 |
| 小行星35896 | 1999 JW84 | 1999年5月13日 | 索科罗   | 林肯近地小行星研究小组 |
| 小行星35897 | 1999 JU85 | 1999年5月10日 | 索科罗   | 林肯近地小行星研究小组 |
| 小行星35898 | 1999 JC86 | 1999年5月12日 | 索科罗   | 林肯近地小行星研究小组 |
| 小行星35899 | 1999 JC87 | 1999年5月12日 | 索科罗   | 林肯近地小行星研究小组 |
| 小行星35900 | 1999 JH88 | 1999年5月12日 | 索科罗   | 林肯近地小行星研究小组 |

| 上一頁： 35701-35800 | 小行星列表 35801-35900 | 下一頁： 35901-36000 |